# 6つのメヌエット (ベートーヴェン)
『6つのメヌエット』WoO.10は、ルートヴィヒ・ヴァン・ベートーヴェンが1795年に作曲し、翌年出版された作品。元はオーケストラ曲であったが、ピアノ編曲版しか現存していない。中でも第2番ト長調が有名で、「ト調のメヌエット」として広く知られる。
なお、ベートーヴェンはほぼ同じころに弦楽三重奏のための『6つのメヌエット』WoO.9を作曲しているが、こちらの演奏の機会は少ない。

## 楽曲
以下の6曲からなる。テンポ指定はない。
1. ハ長調
2. ト長調
3. 変ホ長調
4. 変ロ長調
5. ニ長調
6. ハ長調

### ト調のメヌエット WoO.10-2
第2番ト長調は穏やかで温かみのある旋律から、交響曲やソナタ作品などの大作と並んで広く好まれている。ト長調という調性から編曲も容易で、ヴァイオリン小品としても愛されている。
一般的な出版譜ではAllegrettoが指定される。
弱起の付点リズムではじまる優美な旋律をもつ（譜例）。編曲によってはヴァイオリンに3度の和声をつけるものもある。中間部は3度と6度の和音がアルペジョで歌われる。